# Armanak-e Olja
Armanak-e Olja – wieś w Iranie, w ostanie Azerbejdżan Zachodni, w szahrestanie Mijandoab. W 2006 roku liczyła 453 mieszkańców.